# Île Alluttoq
L'île Alluttoq est une île côtière de la côte ouest du Groenland.
L'île a une superficie de 655 km2.
Quelques habitations subsistent sur l'île dans un lieu appelé Ataa. Elles ont été abandonnées par les derniers habitants qui ont quitté les lieux dans les années 1960. L'île  est inhabitée au 1er janvier 2005.